# Virgilio Fossati
Virgilio Fossati (Milano, 3 gennaio 1891 – Monfalcone, 29 giugno 1916) è stato un calciatore e allenatore di calcio italiano, di ruolo centrocampista.
A volte è chiamato Fossati I per distinguerlo dal fratello minore Giuseppe, anch'egli calciatore.
Tra il 1908 e il 1915 fu uno dei pionieri del campionato italiano di calcio, distinguendosi come uno dei più capaci giocatori dell'Inter, di cui fu il secondo capitano dopo Hernst Marktl e dove giocò novantasei partite, segnando otto volte. In virtù del ruolo di capitano, non essendo delineata all'epoca la figura dell'allenatore, a lui spettavano le decisioni di carattere tecnico e tattico. Grazie alla sua guida capace, l'Inter vinse il campionato di Prima Categoria 1909-1910, conquistando il suo primo scudetto della storia. Fossati fu anche tra i primi undici convocati della Nazionale di calcio dell'Italia, giocando nella partita d'esordio assoluto contro la Francia del 15 maggio 1910, dove segnò il gol del momentaneo 2-0, contribuendo alla prima storica vittoria azzurra. In seguito divenne capitano della compagine azzurra, collezionandovi dodici presenze.
La carriera di Fossati fu interrotta dalla prima guerra mondiale, che mise fine a tutti i campionati calcistici allora in corso. Richiamato alle armi nel Regio Esercito, combatté sul fronte italiano dove cadde durante le fasi preliminari della sesta battaglia dell'Isonzo nell'estate del 1916. Il suo corpo non fu mai recuperato. Fu decorato postumamente con la medaglia d'argento al valor militare, e gli fu dedicato il campo Virgilio Fossati, stadio dell'Inter fino al 1930.

## Biografia

### Origini
Virgilio Fossati nacque il 3 gennaio 1891 a Milano in un'agiata famiglia borghese. Cresciuto nella zona di Porta Ticinese, cominciò a giocare a calcio fin da bambino, appassionandosi subito al gioco allora in rapida diffusione. Inizialmente studente di ragioneria, la carriera agonistica finì col prevalere su quella scolastica e universitaria. In particolare, è da quindicenne che cominciò a giocare con ragazzi della sua età, tra i quartieri milanesi di Acquabella e Comasina. Anche suo fratello minore Giuseppe, nato nel 1894, divenne calciatore e giocò nell'Inter (a volte definito Fossati II per distinguerlo da Virgilio).

### La prima guerra mondiale e la morte
Il giorno successivo la sospensione dei campionati decretata dalla FIGC il 23 maggio 1915, il Radioso maggio che infervorava allora il Paese risultò nella dichiarazione di guerra dell'Italia all'impero austro-ungarico e all'inizio delle operazioni militari sul fronte italiano. Come centinaia di migliaia di altri giovani italiani, anche Virgilio Fossati fu richiamato alle armi. Nel 1913 era stato esentato dal normale servizio militare per motivi di studio, ma le necessità belliche presto spinsero il governo italiano a promulgare nuove delibere di reclutamento più tassative, che spinsero infine Fossati ad arruolarsi volontariamente poche settimane più tardi.
Inizialmente ottenne il grado di sottotenente nel Regio Esercito nell'8º Reggimento di Fanteria della Brigata Cuneo. Per alcuni mesi stazionò nelle retrovie, posto alla difesa dei valichi della provincia di Brescia dove era temuto un attacco austriaco. Nel febbraio 1916 fu promosso tenente e combatté nella battaglia del Podgora. Fu in seguito promosso capitano, suo grado finale. Durante il servizio militare continuò a promuovere il gioco del calcio, organizzando partite improvvisate tra i suoi sottoposti per tenere alto il morale e arbitrandole oppure commentandole, senza prendervi parte attiva perché troppo esperto in confronto agli altri giocatori amatoriali. Occasionalmente, collaborò anche come cronista di guerra per la Gazzetta dello Sport.
Il 25 giugno 1916, in previsione della nuova offensiva italiana sul fiume Isonzo, vi fu trasferito assieme alla sua compagnia. Morì appena quattro giorni più tardi, il 29 giugno 1916, durante i violenti combattimenti per la conquista della strategica rocca di Monfalcone, durante le fasi preliminari della sesta battaglia dell'Isonzo: durante un assalto di fanteria lungo la linea di filo spinato dello schieramento austro-ungarico rimase impigliato nei fili metallici, e fu presto colpito a morte da una pallottola nemica. Il suo corpo non poté essere recuperato per la violenza degli scontri, finendo quindi disperso nella terra di nessuno. Proprio a causa della mancanza della salma, inizialmente le autorità e i quotidiani non furono certi della sua morte, che venne tuttavia ufficializzata poco tempo dopo.
Alla fine della guerra, oltre a Fossati erano periti combattendo altri trenta tra calciatori, dirigenti e tesserati dell'Inter, facendo della squadra la maggiormente colpita dal conflitto tra le compagini italiane. La tragica scomparsa di Fossati sconvolse tutto il mondo nerazzurro, e ne fu particolarmente colpito l'allenatore della Nazionale italiana Vittorio Pozzo, che l'aveva incoraggiato ad arruolarsi e che quindi si sentiva responsabile della sua morte.

## Caratteristiche tecniche
Virgilio Fossati, avendo un fisico aitante anche se piuttosto snello, si caratterizzava per una buona prestanza fisica, che gli concedeva un'ottima durabilità, riflessi pronti e potenza di tiro. Si caratterizzava anche per i notevoli colpi di testa. Durante le prime esperienze calcistiche era un difensore, ma col tempo passò a giocare in posizioni più offensive.
Il suo ruolo principale era quello di centrocampista difensivo o centromediano, ma non per questo si esimeva dall'assistere i compagni in fase di attacco, se necessario. Fossati possedeva un eccezionale acume di gioco, che gli consentiva di seguire agevolmente le azioni e di parteciparvi con facilità, sia in fase difensiva che offensiva, rivelandosi spesso attivo anche in fase di non possesso. Era inoltre dotato di un grande carisma, che gli consentiva una gestione agevole dell'ambiente sportivo interista e una buona sinergia coi compagni di squadra.

## Carriera

### Club

#### Minerva e giovanili del Milan
La sua passione per il calcio lo portò a fondare, durante il periodo studentesco, una piccola squadra amatoriale, il Minerva, dove reclutò alcuni compagni di corso e con cui giocava partite amichevoli con altre compagini minori di Milano.
Durante una partita amichevole tra il Minerva e l'Ausonia fu presto notato dai dirigenti del Milan, i quali lo convinsero ad unirsi alla propria squadra giovanile, nella quale militò per un breve periodo. Insoddisfatto della gestione del Milan, fu tra coloro che il 9 marzo 1908 capitanarono la scissione dalla società che portò alla fondazione dell'Inter.

#### Inter

##### 1908-1909: gli esordi
Convinto da Giovanni Paramithiotti, passò quindi alla neonata Inter, la squadra fondata da membri scissionisti del Milan, firmando l'atto di fondazione della nuova società e diventando subito uno dei punti di riferimento degli altri giocatori nerazzurri. Fossati giocò con continuità nella nuova compagine meneghina, divenendone presto capitano e partecipando ininterrottamente ai suoi campionati fino al 1915. L'esordio assoluto arrivò in una partita amichevole giocata il 4 ottobre 1908 contro il Genoa e persa per 10-2; in essa Fossati, nonostante il ruolo già preponderante nella conduzione della squadra, dovette a tutti gli effetti condividerla col tedesco Hernst Marktl, primo capitano dell'Inter.

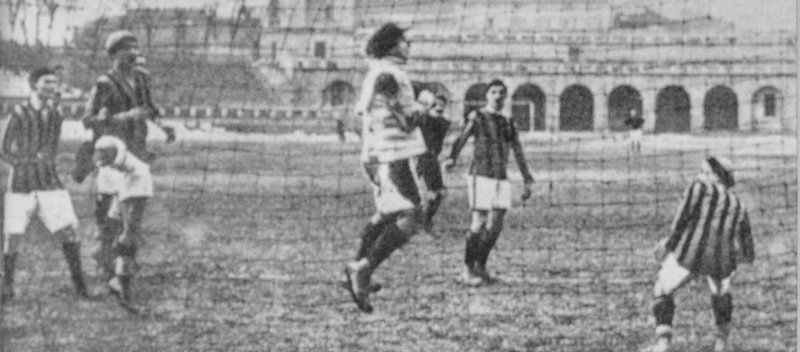
Azione di Milan-Inter 3-2 del 10 gennaio 1909 davanti alla porta nerazzurra, col portiere Carlo Cocchi (al centro col cappello) in parata

Due settimane più tardi, il 18 ottobre 1908 Fossati giocò nel primo derby di Milano in assoluto, disputato a Chiasso in un'inedita partita amichevole di soli cinquanta minuti e vinto dal Milan per 2-1, nonostante una buona prestazione dell'Inter di Fossati, già assurto al ruolo di allenatore di fatto. Nonostante allora non esistesse il ruolo dell'allenatore, a posteriori la posizione gli è stata effettivamente riconosciuta.
L'Inter esordì nei campionato italiano di calcio all'inizio del 1909, prendendo parte al girone lombardo preliminare del Campionato Federale di Prima Categoria 1909. Le prime prestazioni nerazzurre non furono esaltanti, risultando nelle sconfitte con il Milan (3-2) e l'Unione Sportiva Milanese (2-0), facendo classificare la squadra all'ultimo posto del girone. Fossati non sfigurò nel primo derby ufficiale contro il Milan, rivelandosi uno dei migliori in campo e prendendo per la prima volta la fascia di capitano dopo che il compagno Marktl dovette uscire per infortunio.

##### 1909-1910: il primo scudetto
La prima vittoria nazionale giunse nel successivo campionato di Prima Categoria 1909-1910, appena due anni dopo la fondazione della compagine interista. In esso l'Inter giocò ottimamente, riportando solo tre sconfitte e un pareggio su diciassette partite disputate. Fossati, a cui ormai la dirigenza aveva concesso pieno controllo della conduzione sportiva, facendo tesoro delle esperienze negative della stagione precedente riformò completamente la squadra, allontanando vari membri ritenuti non funzionali al suo gioco (fra cui il centravanti brasiliano Achille Gama e l'ex-capitano tedesco Marktl) e acquisendo invece nuovi giocatori che sarebbero diventati fondamentali per il gioco interista come Ermanno Aebi, Oscar Engler, Carlo Payer, Giovanni Capra e l'ottimo portiere Piero Campelli.

La formazione interista vincitrice dello scudetto 1909-1910; Fossati è al centro sotto al portiere

Il campionato parve non partire nel migliore dei modi, col pareggio inaugurale con l'Ausonia (2-2) e le disfatte contro Juventus (2-0) e Pro Vercelli (1-4); in quest'ultima comunque Fossati realizzò la sua prima marcatura. Percepito il momento di crisi della propria compagine, Fossati ebbe l'intuizione di isolare assieme i giocatori per un breve periodo al fine di rinsaldarne lo spirito di squadra, avendo peraltro pienamente successo. Quello organizzato da Fossati fu il primo ritiro mai condotto dall'Inter e da una squadra italiana.
Da allora l'Inter cominciò una lunga serie positiva di vittorie, sconfiggendo innanzitutto la Juventus per 1-0, prima vittoria nerazzurra in assoluto nel campionato italiano di calcio, per la quale si rivelò determinante l'ottima prestazione di Fossati. Seguirono le vittorie col Torino (3-4), il Genoa (2-0), la Pro Vercelli (1-2), l'Ausonia (6-2), l'US Milanese (2-5), nuovamente l'US Milanese (7-2), il Milan (0-5), l'Andrea Doria (5-0) e nuovamente Milan (5-1), Andrea Doria (1-3) e Torino (7-2), serie interrotta unicamente dalla sconfitta in trasferta col Genoa (4-0).
Piazzatasi prima con 25 punti nella classifica generale a pari merito con la Pro Vercelli, l'Inter di Fossati dovette quindi disputare uno spareggio per l'assegnazione del titolo nazionale. La partita venne fissata per il 24 aprile 1910, data che la dirigenza della Pro Vercelli aveva rigettato per la sovrapposizione con altri impegni; la FIGC, che già aveva concesso altri rinvii ai vercellesi, ignorò le loro proteste e dispose lo svolgimento della partita, motivo per cui gli avversari dell'Inter scelsero di protestare ritirando la prima squadra e facendo giocare le riserve, molte delle quali erano bambini. Data la disparità di capacità tecniche, l'Inter vinse facilmente l'incontro per 3-10, pur tra i fischi generali del pubblico vercellese e il gioco avversario spesso scorretto e falloso; nella partita Fossati realizzò una doppietta, l'unica della sua carriera. Per la protesta messa in atto, la Pro Vercelli fu poi duramente punita dalla FIGC.
Con la schiacciante vittoria contro la Pro Vercelli, l'Inter di Fossati vinse il suo primo scudetto in assoluto dopo appena due anni dalla fondazione. Durante la stagione 1909-10 l'Inter aveva ottenuto una serie di undici risultati utili consecutivi, record battuto solo nella stagione 2006-2007 dalla compagine nerazzurra guidata da Roberto Mancini. Nel corso della stagione, in seguito alle azioni condotte l'uno contro l'altro durante le partite che li avevano visti opposti, la stampa sportiva attribuì alla guida nerazzurra una rivalità col capitano della Pro Vercelli Giuseppe Milano, circostanza tuttavia smentita dallo stesso Fossati e dall'ottima intesa instauratasi tra i due durante le partite con la Nazionale italiana.

##### 1910-1915: i campionati antebellici
Negli anni successivi la compagine interista non riuscì a ripetersi, ottenendo solo risultati di medio livello. Nonostante la penuria di trofei, Fossati fu mantenuto come pernio del gioco e della gestione dell'Inter. Sotto la sua gestione, la squadra impiegò nuovi talenti come Franco Bontadini,  i fratelli Aldo e Luigi Cevenini, l'oriundo uruguayano Julio Bavastro e infine Giuseppe Caimi (quest'ultimi due, peraltro, avrebbero condiviso lo stesso tragico destino di Fossati).
Il 23 aprile 1911 saltò per la prima volta una partita di campionato, non giocando in Pro Vercelli-Inter, persa 4-0. Durante il campionato 1910-11 non realizzò alcuna rete, mentre nel campionato 1911-12 (di cui saltò diverse partite) andò a segno una volta sola, nella vittoria del 3 dicembre 1911 per 0-2 contro il Piemonte. Trovò il gol successivo nel campionato 1912-13, nella partita finale del 23 febbraio 1913 contro l'Andrea Doria terminata in una vittoria per 5-1. Il 1º gennaio 1913 capitanò l'Inter nella partita inaugurale del nuovo campo da gioco interista di via Goldoni, battendo per 3-1 la Lazio, prima compagine dell'Italia centromeridionale ad affrontare una squadra milanese.

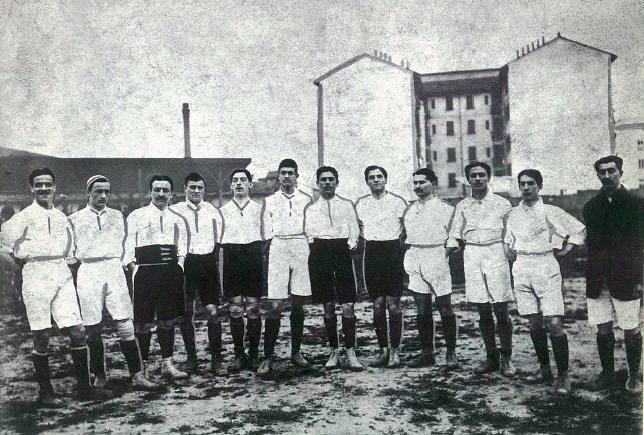
La prima formazione nazionale italiana di sempre, subito prima della partita d'esordio con la Francia (15 maggio 1910); Fossati è il primo a sinistra

Realizzò il suo sesto gol (primo su calcio di rigore) il successivo 9 novembre, nella partita contro il Racing Libertas terminata 3-8 in favore dei neroazzurri, valevole per il campionato 1913-14. Quest'ultimo, nonostante un buon rendimento dell'Inter con anche una brillante vittoria per 5-2 contro il Milan, terminò in maniera ingloriosa per la squadra a seguito dei disordini avvenuti durante la partita col Casale, persa per 1-2 dai nerazzurri e a cui seguì la squalifica di sei mesi per il campo di via Goldoni e un'ammenda di 500 lire.
Il campionato 1914-15, l'ultimo giocato da Fossati, fu anche il suo secondo più prolifico: andò infatti a segno due volte, contro il Modena l'11 ottobre 1914 nella vittoria per 8-0 e infine contro il Torino il 18 aprile 1915 nel pareggio per 2-2. Fu l'ultimo gol di Fossati per la sua squadra. Il 10 gennaio 1915 scese in campo anche per la partita contro il Vicenza, terminata 16-0 in favore dei nerazzurri, la vittoria col più grande scarto di gol della loro storia. Il 16 maggio successivo disputò l'ultima partita con l'Inter, persa per 1-3 contro il Genoa. Una settimana più tardi, proprio a poche ore dall'ultima partita decisiva di campionato contro il Milan, il Comitato Direttivo della FIGC si riunì d'urgenza e decretò la sospensione del torneo per l'imminenza dell'entrata dell'Italia nella prima guerra mondiale. Con la sua successiva chiamata alle armi, la carriera calcistica di Virgilio Fossati ebbe quindi termine a tutti gli effetti.

### Nazionale
Fossati fu il primo giocatore interista a vestire la maglia della nazionale italiana, venendo schierato come titolare nella partita che segnò l'esordio assoluto degli azzurri il 15 maggio 1910 contro la Francia. La nazionale francese era reduce da due pesanti sconfitte appena subite contro l'Inghilterra (10-1) e il Belgio (4-0), motivo per cui gli italiani nutrivano forti speranze di successo. Il suo apporto fu fondamentale per la vittoria finale italiana dell'incontro, poiché fu tra i marcatori azzurri: al 20' Fossati condusse un'azione assieme al torinista Domenico Capello, giungendo al limite dell'area francese; Capello calciò verso la porta ma la difesa francese respinse il tiro, permettendo tuttavia a Fossati di recuperare il pallone e di calciarlo a sua volta nella porta avversaria; il tiro divenne un'imprevista parabola, che si rivelò imparabile per il portiere avversario Louis Tessier; Fossati ottenne quindi il momentaneo 2-0 per gli italiani (la partita sarebbe poi terminata 6-2). Fu l'unico suo gol in nazionale.
Con la casacca della nazionale disputò 12 incontri, divenendone anche capitano a partire dalla partita contro l'Austria del 22 dicembre 1912, persa 3-1. L'11 gennaio 1914 all'Arena Civica di Milano capitanò ancora la nazionale italiana contro quella austriaca, in un incontro terminato 0-0, primo pareggio a reti bianche della storia della squadra azzurra. Come Fossati, anche il capitano austriaco Robert Merz sarebbe caduto durante la Grande Guerra.

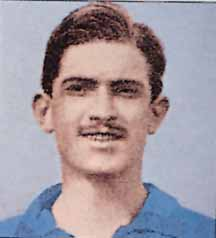
Fossati con la maglia azzurra della nazionale italiana (foto colorizzata)

Fossati giocò anche nell'ultima partita internazionale dell'Italia prima della sua entrata in guerra nel primo conflitto mondiale, disputata a Torino il 31 gennaio 1915 contro la Svizzera e terminata per 3-1. Nonostante non avesse segnato, la sua prestazione fu ritenuta comunque positiva. La nazionale azzurra sarebbe tornata a giocare incontri internazionali solo cinque anni più tardi, nel 1920.

## Memoria
Dopo la morte in guerra, fu decorato con la medaglia d'argento al valor militare per l'eroismo dell'azione bellica che stava conducendo quando fu ucciso. Il 17 maggio 1928 gli fu intitolato il campo di via Goldoni, stadio dell'Inter dal 1913, in una solenne cerimonia alla presenza di giocatori, familiari, dirigenti, del generale Giovanni Cattaneo e del presidente del CONI Lando Ferretti. Gli è in seguito stato intitolato, sempre a Milano, anche il Centro Sportivo Cambini-Fossati.
Nel centenario dell'entrata in guerra dell'Italia nella prima guerra mondiale e dell'ultima partita antebellica della nazionale di calcio (Italia-Svizzera del 31 gennaio 1915), venne inaugurata una stele allo Stadio Olimpico di Roma in memoria dei calciatori deceduti durante il conflitto, fra cui anche Fossati. Anche dopo la sua scomparsa, Virgilio Fossati è ricordato come il primo idolo dei tifosi nerazzurri e calciatore-simbolo dell'Inter.

## Statistiche

### Presenze e reti nei club
Statistiche aggiornate al 23 maggio 1915.
| Stagione        | Squadra         | Campionato      | Campionato | Campionato | Totale | Totale |
| Stagione        | Squadra         | Comp            | Pres       | Reti       | Pres   | Reti   |
| --------------- | --------------- | --------------- | ---------- | ---------- | ------ | ------ |
| 1908-1909       | Inter           | PC              | 2          | 0          | 2      | 0      |
| 1909-1910       | Inter           | PC              | 17         | 3          | 17     | 3      |
| 1910-1911       | Inter           | PC              | 15         | 0          | 15     | 0      |
| 1911-1912       | Inter           | PC              | 10         | 1          | 10     | 1      |
| 1912-1913       | Inter           | PC              | 9          | 1          | 9      | 1      |
| 1913-1914       | Inter           | PC              | 24         | 1          | 24     | 1      |
| 1914-1915       | Inter           | PC              | 19         | 2          | 19     | 2      |
| Totale carriera | Totale carriera | Totale carriera | 96         | 8          | 96     | 8      |

### Statistiche da allenatore

#### Club
Statistiche aggiornate al 23 maggio 1915. In grassetto le competizioni vinte.
| Stagione        | Squadra         | Campionato      | Campionato | Campionato | Campionato | Campionato | Totale | Totale | Totale | Totale | % Vittorie | Piazz. |
| Stagione        | Squadra         | Comp            | G          | V          | N          | P          | G      | V      | N      | P      | %          | Piazz. |
| --------------- | --------------- | --------------- | ---------- | ---------- | ---------- | ---------- | ------ | ------ | ------ | ------ | ---------- | ------ |
| 1909            | Inter           | PC              | 2          | 0          | 0          | 2          | 2      | 0      | 0      | 2      | &0,00      | 3º     |
| 1909-1910       | Inter           | PC              | 17         | 13         | 1          | 3          | 17     | 13     | 1      | 3      | 76,47      | V      |
| 1910-1911       | Inter           | PC              | 16         | 6          | 1          | 9          | 16     | 6      | 1      | 9      | 37,50      | 6º     |
| 1911-1912       | Inter           | PC              | 18         | 10         | 1          | 7          | 18     | 10     | 1      | 7      | 55,56      | 4º     |
| 1912-1913       | Inter           | PC              | 10         | 6          | 0          | 4          | 10     | 6      | 0      | 4      | 60,00      | 3º     |
| 1913-1914       | Inter           | PC              | 28         | 19         | 4          | 5          | 28     | 19     | 4      | 5      | 67,86      | 3º     |
| 1914-1915       | Inter           | PC              | 21         | 15         | 2          | 4          | 21     | 15     | 2      | 4      | 71,43      | int.   |
| Totale carriera | Totale carriera | Totale carriera | 112        | 69         | 9          | 34         | 112    | 69     | 9      | 34     | 61,61      |        |

### Cronologia presenze e reti in nazionale
| Cronologia completa delle presenze e delle reti in nazionale ― Italia | Cronologia completa delle presenze e delle reti in nazionale ― Italia | Cronologia completa delle presenze e delle reti in nazionale ― Italia | Cronologia completa delle presenze e delle reti in nazionale ― Italia | Cronologia completa delle presenze e delle reti in nazionale ― Italia | Cronologia completa delle presenze e delle reti in nazionale ― Italia | Cronologia completa delle presenze e delle reti in nazionale ― Italia | Cronologia completa delle presenze e delle reti in nazionale ― Italia |
| Data                                                                  | Città                                                                 | In casa                                                               | Risultato                                                             | Ospiti                                                                | Competizione                                                          | Reti                                                                  | Note                                                                  |
| --------------------------------------------------------------------- | --------------------------------------------------------------------- | --------------------------------------------------------------------- | --------------------------------------------------------------------- | --------------------------------------------------------------------- | --------------------------------------------------------------------- | --------------------------------------------------------------------- | --------------------------------------------------------------------- |
| 15-5-1910                                                             | Milano                                                                | Italia                                                                | 6 – 2                                                                 | Francia                                                               | Amichevole                                                            | 1                                                                     | -                                                                     |
| 26-5-1910                                                             | Budapest                                                              | Ungheria                                                              | 6 – 1                                                                 | Italia                                                                | Amichevole                                                            | -                                                                     | -                                                                     |
| 09-4-1911                                                             | Saint-Ouen                                                            | Francia                                                               | 2 – 2                                                                 | Italia                                                                | Amichevole                                                            | -                                                                     | -                                                                     |
| 07-5-1911                                                             | Milano                                                                | Italia                                                                | 2 – 2                                                                 | Svizzera                                                              | Amichevole                                                            | -                                                                     | -                                                                     |
| 21-5-1911                                                             | La Chaux-de-Fonds                                                     | Svizzera                                                              | 3 – 0                                                                 | Italia                                                                | Amichevole                                                            | -                                                                     | -                                                                     |
| 22-12-1912                                                            | Genova                                                                | Italia                                                                | 1 – 3                                                                 | Austria                                                               | Amichevole                                                            | -                                                                     | cap.                                                                  |
| 12-1-1913                                                             | Saint-Ouen                                                            | Francia                                                               | 1 – 0                                                                 | Italia                                                                | Amichevole                                                            | -                                                                     | cap.                                                                  |
| 11-1-1914                                                             | Milano                                                                | Italia                                                                | 0 – 0                                                                 | Austria                                                               | Amichevole                                                            | -                                                                     | cap.                                                                  |
| 29-3-1914                                                             | Torino                                                                | Italia                                                                | 2 – 0                                                                 | Francia                                                               | Amichevole                                                            | -                                                                     | cap.                                                                  |
| 05-4-1914                                                             | Genova                                                                | Italia                                                                | 1 – 1                                                                 | Svizzera                                                              | Amichevole                                                            | -                                                                     | cap.                                                                  |
| 17-5-1914                                                             | Berna                                                                 | Svizzera                                                              | 0 – 1                                                                 | Italia                                                                | Amichevole                                                            | -                                                                     | -                                                                     |
| 31-1-1915                                                             | Torino                                                                | Italia                                                                | 3 – 1                                                                 | Svizzera                                                              | Amichevole                                                            | -                                                                     | cap.                                                                  |
| Totale                                                                |                                                                       | Presenze                                                              | 12                                                                    |                                                                       | Reti                                                                  | 1                                                                     |                                                                       |

## Palmarès

### Giocatore e allenatore
- Campionato italiano: 1

Inter: 1909-1910

### Tecniche
1. 1 2 3  Il ruolo dell'allenatore era allora inesistente, ricoperto de facto dal capitano della squadra.
2. 1 2 3 4 5  Posizione in classifica riferita ai gironi preliminari.
3. ↑  Campionato interrotto per lo scoppio della prima guerra mondiale e mai concluso.

### Annotazioni
1. ↑  Il risultato della partita non è comunque certo, poiché alcuni resoconti danno invece lo stesso risultato ma a parti invertite, attribuendo quindi la vittoria all'Inter. Cfr. Pistone 2014, cap. 5 - Com'era cominciata, p. 3.

### Riferimenti
1. 1 2 3 4 5 6 7 8 9 10 11 12 13  FIGC 2015, p. 9.
2. 1 2 3 4 5 6 7  Facchetti 2024, cap. 9 - Facchetti, capitano di guerra, p. 2.
3. 1 2 3 4 5 6  Ricci e Nardi 2015, cap. Il capitano morì in trincea: Virgilio Fossati, p. 2.
4. 1 2 3 4 5 6 7 8 9 10 11 12 13 14   Ivano Steri, Il capitano eroe: storia di Virgilio Fossati, su ilneroelazzurro.com, 2018.
5. 1 2 3 4 5 6 7 8 9 10 11 12 13   Simone Cola, Virgilio Fossati, il primo eroe dell'Inter, su uomonelpallone.it, 29 giugno 2016.
6. 1 2 3 4 5 6   Alessandro Bassi, Quando il capitano dell'Inter moriva al fronte: la storia di Virgilio Fossati, su calciomercato.com, 19 maggio 2017.
7. 1 2 3 4  Galasso 2023, p. xxiv.
8. 1 2 3 4 5 6 7 8  Facchetti 2024, cap. 9 - Facchetti, capitano di guerra, p. 3.
9. 1 2 3 4  Ricci e Nardi 2015, cap. L'allenatore-alpino: Vittorio Pozzo.
10. 1 2 3 4 5 6 7 8   Esercito Italiano, Lo Sport nella Grande Guerra, su esercito.difesa.it, 6 luglio 2016.
11. ↑  Ricci e Nardi 2015, cap. Il capitano morì in trincea: Virgilio Fossati, pp. 5-6.
12. 1 2 3 4  Ricci e Nardi 2015, cap. Il capitano morì in trincea: Virgilio Fossati, p. 6.
13. 1 2  Brizzi 2015, cap. I calciatori vanno in guerra, p. 2.
14. ↑  Facchetti 2024, cap. 9 - Facchetti, capitano di guerra, pp. 3-4.
15. 1 2  Ricci e Nardi 2015, cap. Il capitano morì in trincea: Virgilio Fossati, p. 1.
16. 1 2 3 4 5  Facchetti 2024, cap. 9 - Facchetti, capitano di guerra, p. 4.
17. 1 2  FIGC 2015, p. 3.
18. 1 2 3  Ricci e Nardi 2015, cap. Il capitano morì in trincea: Virgilio Fossati, p. 3.
19. 1 2  Brizzi 2015, cap. Il pasticcio del campionato sdoppiato, p. 4.
20. 1 2  Pistone 2014, cap. 5 - Com'era cominciata, p. 4.
21. ↑  Galasso 2023, p. i.
22. 1 2  Pistone 2014, cap. 5 - Com'era cominciata, p. 3.
23. ↑  Galasso 2023, pp. i-ix.
24. 1 2  Galasso 2016, cap. 1. Come era in principio (1908-1927), p. 3.
25. 1 2 3  Galasso 2016, cap. 1. Come era in principio (1908-1927), p. 4.
26. ↑  Brizzi 2015, cap. Il pasticcio del campionato sdoppiato, p. 5.
27. 1 2 3  Galasso 2023, p. ii.
28. ↑   Paolo Maresca (a cura di), Almanacco storico-fotografico del calcio italiano, ISBN 9791220823852.
29. 1 2  Galasso 2016, cap. 1. Come era in principio (1908-1927), p. 5.
30. ↑  Galasso 2016, cap. 1. Come era in principio (1908-1927), pp. 5-6.
31. 1 2  Pistone 2014, cap. 5 - Com'era cominciata, p. 5.
32. ↑  Galasso 2023, pp. ii-v.
33. ↑  Galasso 2023, pp. ii-iii.
34. 1 2 3 4 5 6 7 8  Galasso 2016, cap. 1. Come era in principio (1908-1927), p. 6.
35. ↑  Galasso 2023, p. iii.
36. 1 2 3  Galasso 2018, cap. 2. La prima vittoria - Inter-Juventus 1-0.
37. ↑  Galasso 2023, pp. iii-v.
38. 1 2 3  Galasso 2023, p. v.
39. 1 2 3 4 5 6  Galasso 2018, cap. 3. La partita della discordia - Pro Vercelli-Inter 3-10.
40. ↑  Galasso 2016, cap. 1. Come era in principio (1908-1927), p. 7.
41. 1 2 3 4 5  Ricci e Nardi 2015, cap. Il capitano morì in trincea: Virgilio Fossati, p. 5.
42. 1 2  Galasso 2023, pp. v-vi.
43. 1 2  Galasso 2016, cap. 1. Come era in principio (1908-1927), p. 8.
44. ↑  Galasso 2023, p. ix.
45. ↑  Galasso 2016, cap. 1. Come era in principio (1908-1927), p. 9.
46. 1 2  Galasso 2016, cap. 1. Come era in principio (1908-1927), p. 10.
47. ↑  FIGC 2015, p. 6.
48. ↑  Galasso 2023, p. viii.
49. ↑  Galasso 2023, pp. vi-viii.
50. ↑  Galasso 2023, pp. ix-x.
51. ↑  Galasso 2023, p. x.
52. ↑  Galasso 2023, p. xiv.
53. ↑  Galasso 2016, cap. 1. Come era in principio (1908-1927), pp. 9-10.
54. ↑  Galasso 2023, p. xv.
55. ↑  Galasso 2023, p. xix.
56. ↑  Galasso 2016, cap. 1. Come era in principio (1908-1927), p. 11.
57. ↑  Galasso 2023, p. xx.
58. ↑  Galasso 2023, pp. xxii-xxiii.
59. 1 2  Galasso 2018, cap. 5. La partita della goleada - Inter-ACIVI Vicenza 16-0.
60. 1 2  Galasso 2023, p. xxiii.
61. ↑  Galasso 2016, cap. 1. Come era in principio (1908-1927), pp. 11-12.
62. ↑  Ricci e Nardi 2015, cap. Il capitano morì in trincea: Virgilio Fossati, p. 4.
63. ↑  Ricci e Nardi 2015, cap. Il capitano morì in trincea: Virgilio Fossati, pp. 4-5.
64. 1 2  FIGC 2015, p. 2.
65. ↑  FIGC 2015, p. 7.
66. ↑  Galasso 2016, cap. 2. L'Inter diventa Ambrosiana (1928-1944), p. 1.
67. ↑  Galasso 2023, p. 8.
68. ↑  FIGC 2015, p. 1.
69. 1 2   Virgilio Fossati (statistiche), su inter.it.
70. 1 2  Galasso 2023, pp. ii-xxiii.